# Višňová (kraj południowoczeski)
Višňová – wieś i gmina w Czechach, w powiecie Jindřichův Hradec, w kraju południowoczeski.
1 stycznia 2017 gminę zamieszkiwały 84 osoby, a ich średni wiek wynosił 41,2 roku.